# Protaporia galerucae
Protaporia galerucae är en tvåvingeart som beskrevs av Townsend 1919. Protaporia galerucae ingår i släktet Protaporia och familjen parasitflugor. Inga underarter finns listade i Catalogue of Life.